# 中国驻伊拉克大使列表
本列表为中華民國和中華人民共和國驻伊拉克历任大使名录。

## 历任中国驻伊拉克大使

### 中华民国驻伊拉克公使（1943年－1956年）
1943年，中华民国开始派遣驻伊拉克公使，由驻伊朗公使兼任。1946年李铁铮离任后，未再派驻伊拉克公使。1956年3月，公使馆升格为大使馆。
| 姓名   | 任命          | 到任          | 递交国书     | 免职          | 离任          | 外交衔级 | 外交职务     | 备注     | 备注 |
| ------ | ------------- | ------------- | ------------ | ------------- | ------------- | -------- | ------------ | -------- | ---- |
| 李铁铮 | 1943年7月31日 | 1944年4月1日  | 1944年4月8日 | 1946年8月16日 |               | 公使     | 特命全权公使 | 驻伊朗兼 |      |
| 虞和瑞 | 1943年12月3日 | 1944年3月21日 |              |               | 1946年7月7日  | 二等秘书 | 临时代办     |          |      |
| 李金髮 | 1946年6月7日  | 1946年7月7日  |              |               | 1951年1月2日  | 一等秘书 | 临时代办     |          |      |
| 盛忠亮 | 1950年7月22日 | 1951年1月2日  |              |               | 1955年9月1日  | 参事     | 临时代办     |          |      |
| 勾增啓 | 1955年6月13日 | 1955年9月1日  |              |               | 1956年9月28日 | 参事     | 临时代办     |          |      |

### 中华民国驻伊拉克大使（1956年－1958年）
1956年3月14日，中华民国驻伊拉克公使馆升格为大使馆，改派驻伊拉克大使。1958年5月14日，伊拉克与约旦协议成立阿拉伯联邦，中华民国驻伊拉克大使馆改为驻阿拉伯联邦大使馆。
| 姓名   | 任命          | 到任          | 递交国书       | 免职          | 离任 | 外交衔级 | 外交职务     | 备注 | 备注 |
| ------ | ------------- | ------------- | -------------- | ------------- | ---- | -------- | ------------ | ---- | ---- |
| 陈质平 | 1956年8月31日 | 1956年10月1日 | 1956年10月10日 | 1958年5月22日 |      | 大使     | 特命全权大使 |      |      |

### 中华民国驻阿拉伯联邦大使（1958年）
1958年5月14日，伊拉克与约旦协议成立阿拉伯联邦。5月22日，中华民国驻伊拉克大使馆改为驻阿拉伯联邦大使馆。7月14日，伊拉克政变。阿拉伯复兴社会党推翻哈希姆王朝后，伊拉克政府于同月18日承认中华人民共和国，阿拉伯联邦解体，中华民国便与之断交。
| 姓名   | 任命          | 到任          | 递交国书     | 免职         | 离任         | 外交衔级 | 外交职务     | 备注 | 备注 |
| ------ | ------------- | ------------- | ------------ | ------------ | ------------ | -------- | ------------ | ---- | ---- |
| 陈质平 | 1958年5月22日 | 1958年5月22日 | 1958年7月7日 | 1958年9月6日 | 1958年8月5日 | 大使     | 特命全权大使 |      |      |

### 中华人民共和国驻伊拉克大使（1958年至今）
1958年2月14日，伊拉克王国和约旦哈希姆王国联合成立阿拉伯联邦。1958年7月14日，伊拉克发生七·一四革命，新政府宣布退出联邦，成立伊拉克共和国。1958年8月2日，约旦哈希姆王国国王宣布阿拉伯联邦解散。1958年8月25日，中华人民共和国与伊拉克共和国建交，开始派遣驻伊拉克大使。2003年3月，因伊拉克战争爆发，驻伊拉克大使馆暂时撤馆。2004年2月，大使馆馆员返回巴格达。7月9日，驻伊拉克大使馆正式复馆。
| 姓名   | 任命           | 任命           | 到任           | 递交国书       | 免职           | 免职           | 离任           | 外交衔级 | 外交职务     | 备注                        |
| 姓名   | 全国人大常委会 | 主席           | 到任           | 递交国书       | 全国人大常委会 | 主席           | 离任           | 外交衔级 | 外交职务     | 备注                        |
| ------ | -------------- | -------------- | -------------- | -------------- | -------------- | -------------- | -------------- | -------- | ------------ | --------------------------- |
| 郭达凯 | 不適用         | 不適用         | 1958年8月29日  |                | 不適用         | 不適用         | 1960年9月      | 参赞     | 临时代办     | 筹备开馆                    |
| 陈志方 | 1958年9月4日   | 1958年8月31日  | 1958年9月      | 1958年9月22日  | 1960年8月15日  | 1960年9月8日   | 1960年9月      | 大使     | 特命全权大使 |                             |
| 张伟烈 | 1960年8月15日  | 1960年9月8日   | 1960年9月17日  | 1960年9月26日  | 1965年10月28日 | 1966年1月4日   | 1965年11月19日 | 大使     | 特命全权大使 |                             |
| 曹痴   | 1965年10月28日 | 1966年1月4日   | 1966年4月3日   |                | 不適用         | 不適用         | 1967年2月      | 大使     | 特命全权大使 |                             |
| 张维平 | 不適用         | 不適用         | 1967年2月      | 不適用         | 不適用         | 不適用         | 1968年         |          | 临时代办     |                             |
| 韦建业 | 不適用         | 不適用         | 1968年         | 不適用         | 不適用         | 不適用         | 1969年         |          | 临时代办     |                             |
| 章曙   | 不適用         | 不適用         | 1969年         | 不適用         | 不適用         | 不適用         | 1970年12月     | 一等秘书 | 临时代办     |                             |
| 宫达非 | 不適用         | 不適用         | 1970年12月     | 1970年12月31日 | 不適用         | 不適用         | 1973年1月23日  | 大使     | 特命全权大使 |                             |
| 胡成放 | 不適用         | 不適用         | 1973年2月28日  | 1973年3月17日  | 不適用         | 不適用         | 1974年5月      | 大使     | 特命全权大使 |                             |
| 赵行志 | 不適用         | 不適用         | 1974年8月17日  | 1974年9月2日   | 1977年10月24日 | 不適用         | 1976年11月29日 | 大使     | 特命全权大使 |                             |
| 侯野烽 | 1977年10月24日 | 不適用         | 1977年9月      | 1977年10月21日 | 1984年7月7日   | 1984年12月14日 | 1984年11月     | 大使     | 特命全权大使 |                             |
| 张俊华 | 1984年7月7日   | 1984年12月14日 | 1985年1月      | 1985年2月11日  | 1988年1月21日  | 1988年6月20日  | 1988年6月      | 大使     | 特命全权大使 |                             |
| 郑剑英 | 1988年1月21日  | 1988年6月20日  | 1988年7月      | 1988年9月5日   | 不適用         | 不適用         | 1990年3月      | 大使     | 特命全权大使 | 1990年3月29日任内在北京病逝 |
| 郑达庸 | 1990年6月28日  | 1990年9月15日  | 1990年9月      | 1990年12月26日 | 1993年12月29日 | 1994年5月23日  | 1994年5月      | 大使     | 特命全权大使 |                             |
| 孙必干 | 1993年12月29日 | 1994年5月23日  | 1994年6月      | 1994年7月9日   | 1998年4月29日  | 1998年9月17日  | 1998年8月      | 大使     | 特命全权大使 |                             |
| 张维秋 | 1998年4月29日  | 1998年9月17日  | 1998年9月      | 1998年9月17日  | 2003年6月28日  | 2004年10月14日 | 2003年3月17日  | 大使     | 特命全权大使 |                             |
| 孙必干 | 不適用         | 不適用         | 2004年2月16日  |                | 不適用         | 不適用         | 2004年10月     | 大使     | 临时代办     | 筹备复馆                    |
| 杨洪林 | 2003年6月28日  | 2004年10月14日 | 2004年10月22日 | 2004年10月27日 | 2005年8月28日  | 2005年12月6日  | 2005年10月     | 大使     | 特命全权大使 |                             |
| 李华新 | 2005年8月28日  | 2005年12月6日  | 2005年11月26日 | 2005年12月20日 | 2006年10月31日 | 2007年2月17日  | 2006年12月     | 大使     | 特命全权大使 |                             |
| 陈晓东 | 2006年10月31日 | 2007年2月17日  | 2007年2月10日  | 2007年2月13日  | 2008年2月28日  | 2008年8月19日  | 2008年5月      | 大使     | 特命全权大使 |                             |
| 常毅   | 2008年2月28日  | 2008年8月19日  | 2008年7月2日   | 2008年7月20日  | 2011年4月22日  | 2011年10月26日 | 2011年9月      | 大使     | 特命全权大使 |                             |
| 倪坚   | 2011年4月22日  | 2011年10月26日 | 2011年11月11日 | 2011年11月15日 | 2013年8月30日  | 2014年1月16日  | 2013年11月     | 大使     | 特命全权大使 |                             |
| 王勇   | 2013年8月30日  | 2014年1月16日  | 2013年12月31日 | 2014年1月15日  | 2015年12月27日 | 2016年3月30日  | 2016年2月      | 大使     | 特命全权大使 |                             |
| 陈伟庆 | 2015年12月27日 | 2016年3月30日  | 2016年3月31日  | 2016年4月6日   | 2018年12月29日 | 2019年5月8日   | 2019年2月19日  | 大使     | 特命全权大使 |                             |
| 张涛   | 2018年12月29日 | 2019年5月8日   | 2019年3月31日  | 2019年4月8日   | 2021年12月24日 | 2022年4月29日  | 2022年2月      | 大使     | 特命全权大使 |                             |
| 崔巍   | 2021年12月24日 | 2022年4月29日  | 2022年4月26日  | 2022年5月17日  | 现任           |                |                | 大使     | 特命全权大使 |                             |